# Polypodium castaneum
Polypodium castaneum là một loài dương xỉ trong họ Polypodiaceae. Loài này được Maxon ex Tejero mô tả khoa học đầu tiên năm 2004.